# 1977 Shura
1977 Shura eller 1970 QY är en asteroid i huvudbältet som upptäcktes den 30 augusti 1970 av den ryska astronomen Tamara Smirnova vid Krims astrofysiska observatorium på Krim. Den har fått sitt namn efter Alexander Kosmodemjanski.
Asteroiden har en diameter på ungefär 17 kilometer.